# Call of Duty 2
Call of Duty 2 este un joc video de tip first-person shooter (FPS) dezvoltat de Infinity Ward și publicat de Activision. Lansat pe 25 octombrie 2005, este al doilea joc din seria Call of Duty și este cunoscut pentru realismul său și pentru recrearea istorică detaliată a evenimentelor din al Doilea Război Mondial. Jocul a fost disponibil inițial pe Microsoft Windows și mai târziu pe Xbox 360, devenind unul dintre titlurile de lansare pentru această consolă.

## Poveste și Campanie
Call of Duty 2 se concentrează pe diverse perspective ale soldaților din al Doilea Război Mondial. Campania principală este împărțită în trei povești distincte, care prezintă diferite fronturi și națiuni implicate în conflict:

### Campania Sovietică
Campania sovietică începe cu Bătălia de la Moscova și continuă cu luptele de la Stalingrad și Seelow Heights. Jucătorii iau rolul soldatului Vasili Ivanovici Koslov din Divizia 13 Gardă a Armatei Roșii. Această parte a campaniei ilustrează dificultățile și eroismul soldaților sovietici în fața invaziei germane.

### Campania Britanică
Campania britanică se concentrează pe Bătălia de la El Alamein și alte lupte din Africa de Nord, precum și pe Debarcarea din Normandia. Jucătorii controlează sergentul John Davis din Armata a 7-a Britanică și sergentul major David Welsh. Misiunile sunt variate, incluzând asalturi directe, misiuni de sabotaj și operațiuni de apărare.

### Campania Americană
Campania americană începe cu Debarcarea în Normandia și continuă cu bătălii importante precum Bătălia de la Hill 400 și eliberarea orașului St. Lo. Jucătorii îl controlează pe soldatul Bill Taylor din Divizia 2 Infanterie a Armatei Statelor Unite. Această parte a jocului subliniază sacrificiul și curajul soldaților americani în teatrele de operațiuni din Europa de Vest.

## Gameplay
Call of Duty 2 introduce mai multe caracteristici noi față de predecesorul său:

### Sistemul de Recuperare a Sănătății
Una dintre cele mai notabile inovații este sistemul de recuperare a sănătății. Spre deosebire de jocurile anterioare, unde jucătorii trebuiau să găsească truse de prim ajutor pentru a-și reface sănătatea, în Call of Duty 2, sănătatea se regenerează automat atunci când jucătorii stau într-o zonă sigură pentru o perioadă scurtă de timp.

### Inteligența Artificială
Jocul prezintă o inteligență artificială îmbunătățită, atât pentru aliați, cât și pentru inamici. Soldații aliați oferă foc de acoperire, semnalizează inamicii și răspund mai realist la schimbările de pe câmpul de luptă. Inamicii folosesc tactici avansate, cum ar fi flancarea și retragerea strategică.

### Grafică și Sunet
Call of Duty 2 folosește un motor grafic nou, care permite o reprezentare mai detaliată a mediului și a personajelor. Efectele de fum, explozie și vreme sunt deosebit de impresionante, contribuind la crearea unei atmosfere autentice de război. Sunetul joacă un rol crucial, cu efecte audio realiste și o coloană sonoră dramatică.

## Moduri de Joc

### Campania Single-Player
Campania single-player oferă o serie de misiuni bine structurate, care variază în complexitate și obiective. Jucătorii trebuie să îndeplinească diverse sarcini, cum ar fi capturarea de puncte strategice, apărarea pozițiilor și eliminarea țintelor specifice.

### Multiplayer
Call of Duty 2 include un mod multiplayer robust, cu diferite moduri de joc, cum ar fi Deathmatch, Team Deathmatch, Capture the Flag și Search and Destroy. Hărțile sunt diverse și acoperă o gamă largă de teatre de operațiuni din al Doilea Război Mondial. Jocul online a fost extrem de popular și a contribuit semnificativ la succesul pe termen lung al seriei.

## Recenzii și Impact
Call of Duty 2 a fost primit cu entuziasm de critici și jucători deopotrivă. A fost lăudat pentru realismul său, grafică și sunet de înaltă calitate, precum și pentru gameplay-ul captivant. A câștigat numeroase premii, inclusiv "Cel mai bun joc de acțiune" și "Cel mai bun joc PC" la diverse ceremonii de premiere din industrie.
Succesul Call of Duty 2 a consolidat franciza Call of Duty ca unul dintre cele mai importante nume din industria jocurilor video. A influențat numeroase jocuri de război ulterioare și a stabilit standarde noi pentru realism și imersiune în jocurile de tip first-person shooter.

## Moștenire
Call of Duty 2 rămâne un titlu emblematic în istoria jocurilor video, recunoscut pentru contribuțiile sale inovatoare la genul FPS și pentru modul în care a captivat jucătorii cu povestiri și gameplay autentic. Chiar și la ani după lansare, jocul continuă să fie apreciat și jucat de fani din întreaga lume, reprezentând o piesă de rezistență în colecția oricărui pasionat de jocuri video.
1. ↑  Steam
2. ↑  Humble Store
3. 1 2  Steam, accesat în 31 martie 2022